# Georg Hermann (orgelbyggare)
Georg Hermann, född i Tyskland, död omkring 1655 i Södertälje. Var en orgelbyggare bosatt i Södertälje.

## Biografi
Flyttade till Sverige tillsammans med orgelbyggaren Philip Eisenmenger i början av 1600-talet. Var verksam som orgelbyggare under 1620-talet i Sverige, med verkstad i Södertälje.
Eisenmenger och Hermann arbetade båda med ombyggnaden av Tyska kyrkans orgel 1625 i Stockholm. Även vid byggnationen av orgeln i Storkyrkan 1632–1640. Byggde på egen hand några mindre verk i Västmanland.
Hovorgelbyggaren Frans Bohl fick sin grundläggande utbildning i orgelbyggeri hos Hermann.

## Orgelverk
| År              | Ursprunglig kyrka       | Stift     | Bild | Manualer | Pedal        | Stämmor | Bevarad orgel/fasad     | Övrigt |
| --------------- | ----------------------- | --------- | ---- | -------- | ------------ | ------- | ----------------------- | --- |
| 1625            | Tyska kyrkan, Stockholm | Stockholm |      |          |              |         |                         | Ombyggnation av orgeln tillsammans med Philip Eisenmenger. |
| 1631 eller 1633 | Köpings kyrka           | Västerås  |      | 2        | Självständig | 18      | Nej/Nej                 | 1725 byggdes en ny orgel av Johan Niclas Cahman, Stockholm. |
| 1632–1640       | Storkyrkan              |           |      | 3        | Självständig | 50      | Ja (delvis)/Ja (delvis) | Orgeln byggdes tillsammans med Philip Eisenmenger. Orgeln ombyggdes 1690–1698 av Georg Woitzig, Stockholm och hade efter ombyggnationen 46 stämmor, tre manualer och pedal. 1713 byggdes orgeln om av Johan Niclas Cahman, Stockholm. Ryggpositivet 1787 till Bälinge kyrka, Uppland och sattes upp 1788 av Olof Schwan, Stockholm. Ryggpositivet reparerades 1955 av Bröderna Moberg, Sandviken. |
| 1645            | Floda kyrka             | Strängnäs |      |          |              | 7       | Nej/Nej                 | En ny orgel byggdes 1751 av Jonas Wistenius, Linköping. |
| 1647–1650       | Tyska kyrkan, Stockholm |           |      | 3        | Självständig | 33      |                         | Ombyggnation av orgeln. Huvudverket och öververket sattes upp 1780 i Övertorneå kyrka av Mattias Swahlberg den yngre och hade då 17 stämmor och två manualer. Ryggpositivets sattes upp 1781 i Hietaniemi kyrka. |
| 1655–1656       | Munktorps kyrka         | Västerås  |      |          |              | 9       |                         | Orgeln fullbordades av Frans Bohl, Stockholm. |